# Ейміті (Нью-Йорк)
Ейміті (англ. Amity) — місто (англ. town) в США, в окрузі Аллегені штату Нью-Йорк. Населення — 2171 особа (2020).

## Демографія
Згідно з переписом 2010 року, у місті мешкало 2308 осіб у 921 домогосподарстві у складі 583 родин. Було 1172 помешкання
Расовий склад населення:
| - 95,8 % — білих - 1,9 % — чорних або афроамериканців - 0,3 % — корінних американців - 0,3 % — азіатів |

До двох чи більше рас належало 1,3 %. Частка іспаномовних становила 1,5 % від усіх жителів.
За віковим діапазоном населення розподілялося таким чином: 22,1 % — особи молодші 18 років, 61,3 % — особи у віці 18—64 років, 16,6 % — особи у віці 65 років та старші. Медіана віку мешканця становила 41,4 року. На 100 осіб жіночої статі у місті припадало 102,6 чоловіків;  на 100 жінок у віці від 18 років та старших — 101,0 чоловіків також старших 18 років.
Середній дохід на одне домашнє господарство  становив 54 898 доларів США (медіана — 47 697), а середній дохід на одну сім'ю — 62 447 доларів (медіана — 51 125). Медіана доходів становила 45 385 доларів для чоловіків та 28 625 доларів для жінок. За межею бідності перебувало 18,3 % осіб, у тому числі 30,4 % дітей у віці до 18 років та 11,7 % осіб у віці 65 років та старших.
Цивільне працевлаштоване населення становило 937 осіб. Основні галузі зайнятості: освіта, охорона здоров'я та соціальна допомога — 34,2 %, виробництво — 14,5 %, публічна адміністрація — 12,9 %.